# Médan
Médan ist eine französische Gemeinde mit 1.305 Einwohnern (Stand: 1. Januar 2022) im Département Yvelines in der Region Île-de-France. Sie gehört zum Arrondissement Saint-Germain-en-Laye und ist Teil des Kantons Verneuil-sur-Seine (bis 2015: Kanton Poissy-Nord). Die Einwohner werden Médanais genannt.

## Geographie
Médan liegt am westlichen Ufer der Seine, etwa neun Kilometer nordwestlich von Saint-Germain-en-Laye. Umgeben wird Médan von den Nachbargemeinden Vernouillet im Norden und Westen, Triel-sur-Seine im Osten und Nordosten, Villennes-sur-Seine im Süden sowie Orgeval und Morainvilliers im Südwesten.

## Geschichte und Bevölkerungsentwicklung
Die erste schriftliche Erwähnung Médans als "Magedon" findet sich in einem Verzeichnis der Güter und Einkünfte der Pariser Abtei Saint-Germain-de-Près unter ihrem Abt Irmino, die auf das Jahr 823 datiert wird (Nachweis in "Regnum Francorum online PolyptGer 007").  
| Jahr      | 1962 | 1968 | 1975 | 1982 | 1990 | 1999 | 2006 | 2012 |
| Einwohner | 540  | 596  | 968  | 1068 | 1387 | 1393 | 1475 | 1375 |

## Persönlichkeiten
- Émile Zola (1840–1902), Schriftsteller, erwarb 1878 ein Haus in Médan

## Sehenswürdigkeiten
- Kirche Saint-Germain, 1635 erbaut
- Schloss Médan aus dem 15. Jahrhundert, seit 1957 Monument historique
- Wohnhaus von Émile Zola
- Waschhaus

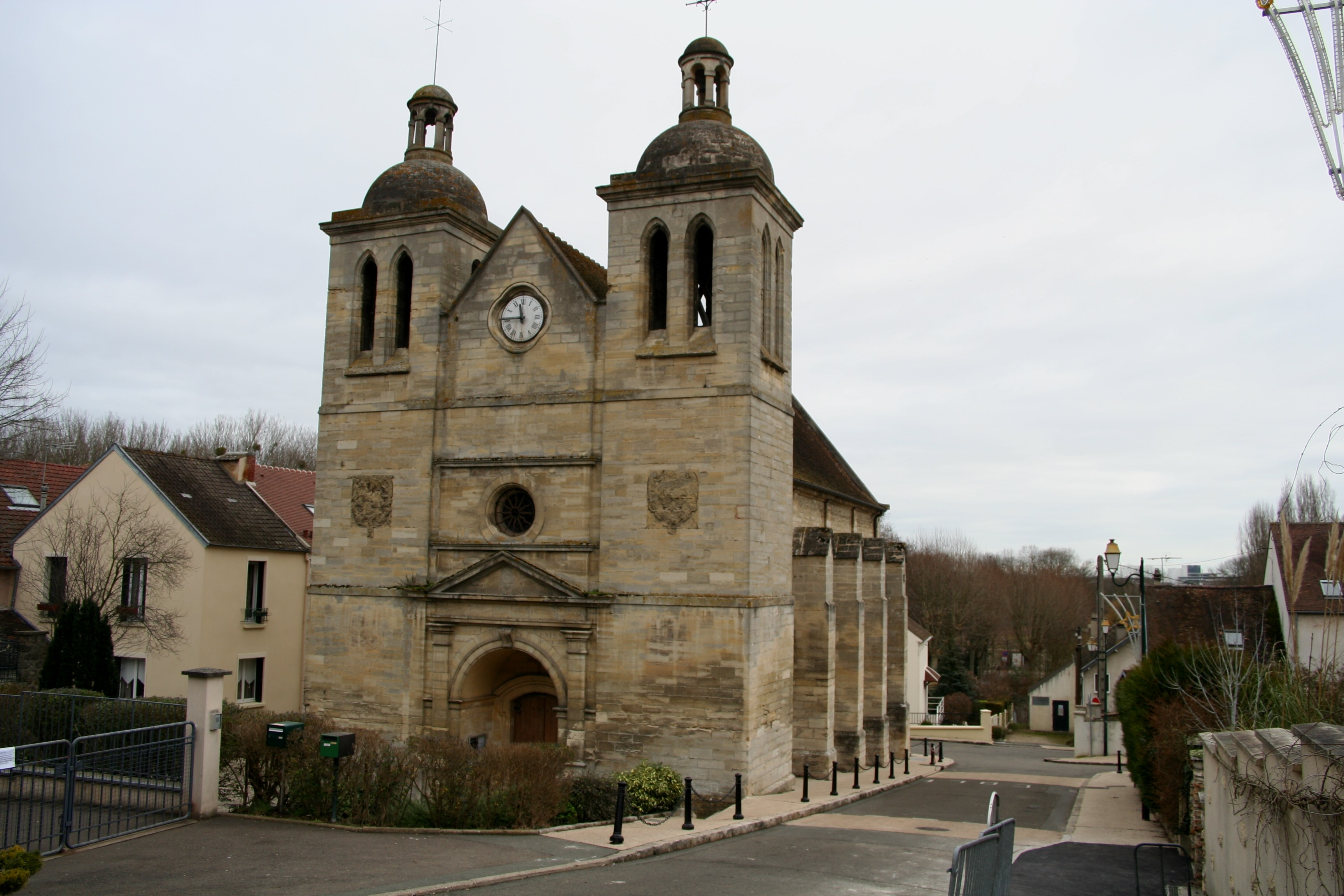
Kirche Saint-Germain
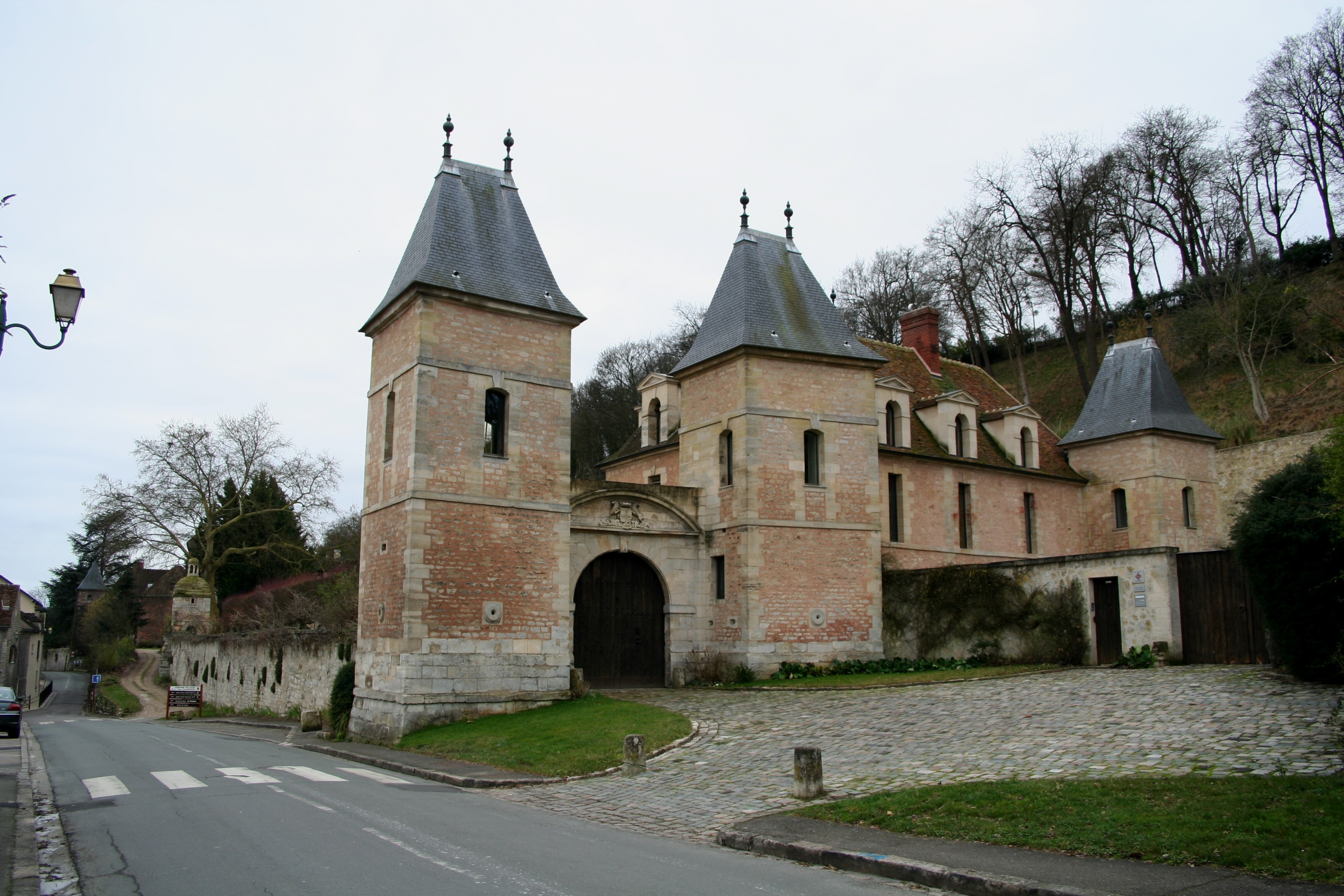
Schloss Médan
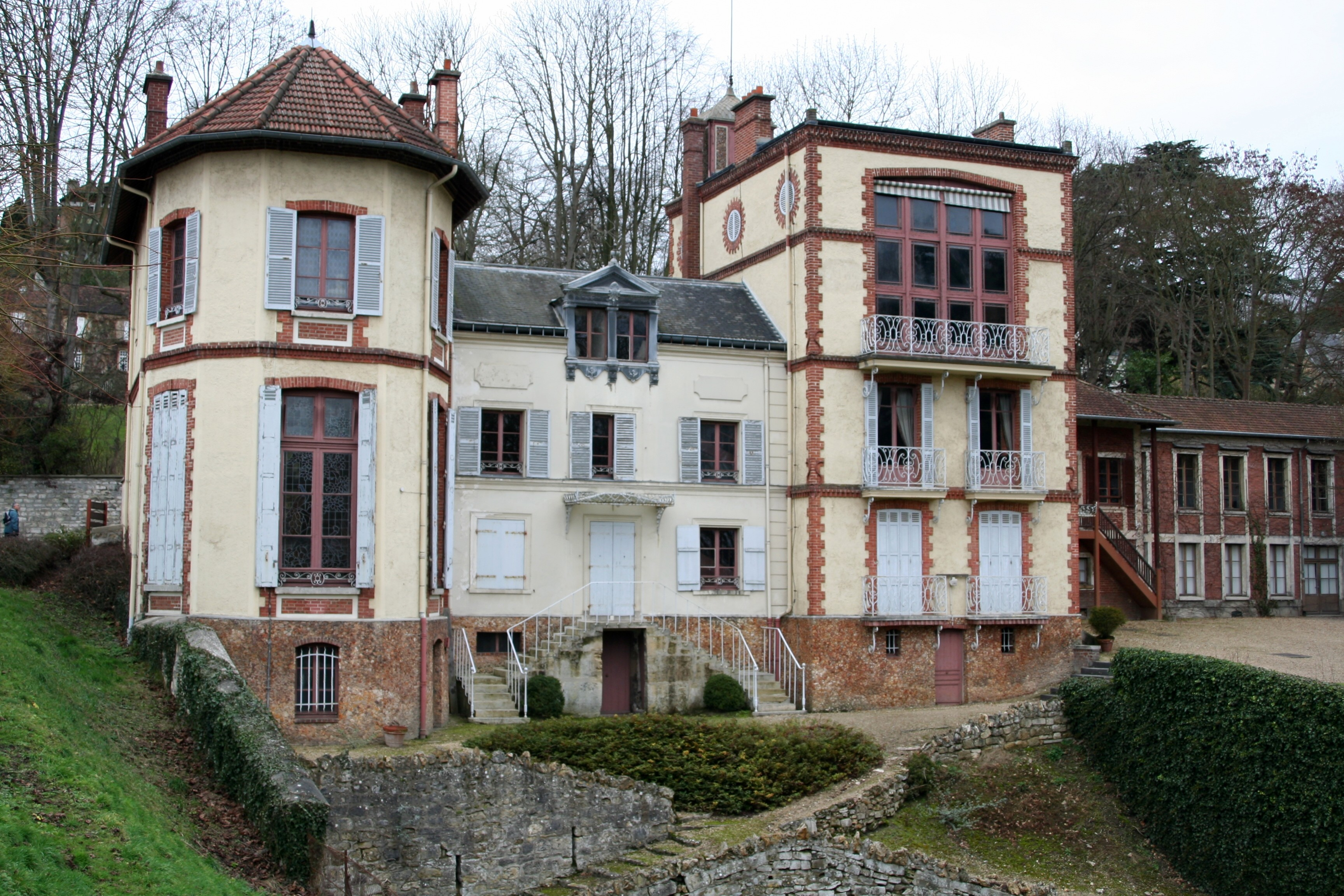
Wohnhaus von Émile Zola